# Joachim Mattern
Joachim Mattern, né le 2 mai 1948 à Beeskow, est un kayakiste allemand qui concourait pour la RDA.
L'équipage du SC Berlin-Grünau composé de Mattern et de Bernd Olbricht remporte son principal titre aux Jeux olympiques de Montréal, en 1976, lorsqu'il s'impose sur 500 mètres en kayak biplace devant les Soviétiques et les Roumains. Les deux hommes se classent seconds sur 1 000 mètres, derrière l'équipage soviétique également composé des mêmes partenaires que sur 500 mètres . À la suite de cette performance, Mattern et Olbricht reçoivent l' Ordre du mérite patriotique en argent.  
En 1977, l'équipage est-allemand est champion du monde en kayak biplace 500 m et vice-champion du monde sur 1 000 m.
Mattern mène ensuite une carrière d'entraîneur. Jusqu'en 2005, il entraîne l'équipe nationale masculine de kayak puis se consacre aux jeunes au niveau des centres fédéraux. En 2009, il revient en équipe d'Allemagne en raison des problèmes de santé de Rolf-Dieter Amend.